# Platychelus gentilis
Platychelus gentilis är en skalbaggsart som beskrevs av Louis Albert Péringuey 1902. Platychelus gentilis ingår i släktet Platychelus och familjen Melolonthidae. Inga underarter finns listade i Catalogue of Life.